# ハウスギャバン
ハウスギャバン株式会社（英: House Gaban Corporation）は、東京都中央区に本社を置く日本の食品会社。ハウス食品グループ本社の完全子会社。
GABAN（ギャバン）ブランドでの飲食店および食品メーカー向けの香辛料の製造・販売などで知られる。

## 概要
ハウス食品グループ本社の子会社である。一般消費者向け商品は同社に販売を委託している。缶入り胡椒の部門で大きなシェアを持つが、その他にもローリエ、バジルといったハーブスパイスやオリーブオイルといった調味料全般を扱っている。また、スパイスを使用したポテトチップスも販売していた。
2023年4月1日付でハウス食品の業務用食品事業を簡易吸収分割により承継し、商号を現商号に変更した。

## 沿革
1940年代から1950年代にかけて日本では原料不足から小麦粉やパン粉を混ぜたコショウが多く流通していた。前身であるエイト食品は「食事の洋風化が進めば香辛料の需要も増え、混ざり物がないコショウは売れるはず」という創業者の考えのもとに設立された。家庭用の香辛料については他社の製品が浸透していたため、業務用に特化して品質重視で他社との差別化を図ることにした。創業者自ら札幌ラーメン横丁の店一軒一軒を回って1缶づつ手売りしたり、ホテルやレストランのシェフを直接訪ね、その場で缶を開けて香りを確認したり、簡単な料理を作って味を確認してもらうするなどの施策を行ない、購入したシェフから取引している問屋を紹介してもらうことで販路を拡げた。特に中華料理店やラーメン店などでは缶のまま客席に置かれることが多く、一般消費者にもその存在が広く知られていたが、2005年2月に一般消費者向け商品に進出するまでは業務用に特化した戦略が執られていた。

### 年表
出典：第62期（2016年3月期）有価証券報告書
- 1954年（昭和29年）3月 - エイト食品株式会社として設立。
- 1961年（昭和36年）3月 - エイト香辛料株式会社に商号変更。
- 1971年（昭和46年）8月 - ギャバンスパイス株式会社に商号変更。
- 1978年（昭和53年）3月 - 静岡県に静岡工場を設置。
- 1989年（平成元年）12月 - オリーブオイルの輸入販売を開始。
- 2000年（平成12年）2月9日 - 日本証券業協会（現・JASDAQ）に株式を店頭登録。
- 2001年（平成13年）
  - 8月 - 東京都中央区入船に本社を移転。
  - 12月1日 - 朝岡香辛料株式会社と合併し、株式会社ギャバン朝岡に商号変更。
- 2003年（平成15年）6月 - 株式会社ギャバンに商号変更。
- 2004年（平成16年）
  - 8月 - 味の素およびハウス食品と業務提携契約を締結。
  - 10月 - 販売子会社である朝岡スパイス株式会社をハウス食品へ譲渡。
- 2005年（平成17年）2月 - ハウス食品へ国内家庭用スパイス製品の納入を開始
- 2006年（平成18年）9月 - 栃木県に関東事業所が竣工。
- 2016年（平成28年）
  - 6月 - 第二位株主のハウス食品グループ本社が株式公開買付けを実施し、親会社であった味の素などから株式を取得し、議決権所有割合で98.61%の株式を保有する親会社となる。
  - 8月 - JASDAQ上場廃止。株式売渡請求によりハウス食品グループ本社の完全子会社となる。
- 2022年（令和4年）3月22日 - 東京都中央区新川に本社を移転[4]。
- 2023年（令和5年）4月1日 - ハウス食品から国内における業務用食品事業を吸収分割により譲受すると同時に、商号をハウスギャバン株式会社に変更[1][5]。

## 備考
- 2007年6月から黒木メイサ（バックダンサー4人）を起用した「GABANポテトチップス」のCMは、提携先のハウス食品とそのホームページ（TVCM情報）で確認できる。
- ガラムマサラは当企業の登録商標である[6]。